# 上田晋也のサタデージャーナル
『上田晋也のサタデージャーナル』（うえだしんやのさたでーじゃーなる）は、2017年4月1日から2019年6月29日までTBS系列（一部系列を除く）で放送された報道・情報番組。上田晋也（くりぃむしちゅー）の冠番組であった。放送時間は毎週土曜5:30 - 6:15 （日本標準時）。

## 概要
2017年3月25日に終了した『報道LIVE あさチャン!サタデー』に替わってスタートする土曜早朝の報道ワイドショーで、同じくTBS制作（制作担当が報道局から情報制作局へ変更）。2017年3月まで放送されたトーク番組『上田晋也のニッポンの過去問』のMCを務めた上田晋也が司会を務める。ただし、放送形態としては前番組までの生放送ではなく、放送前日に収録する撮って出し（疑似生放送形式）となる（字幕放送は非実施）。ただし、2017年末など一部の放送回については生放送の回もあった。
番組は、フィクションの雑誌「サタデージャーナル」の編集部を舞台として、各週に伝えられたニュースで最も視聴者の関心が高いと思われる話題を取り上げた編集会議という設定で、ゲストの専門家とともにそのニュースの裏側にある背景や思惑、そして今後を探る。
2017年7月15日放送からは、番組構成が一部変更された。前半は「今週のニュースのキモ」と題し、1週間のニュース・トピックスを放送し、編集会議は後半に放送される。さらに2018年2月より、編集会議はまた前半に戻り、後半は「時代のパスワード」のコーナーが放送されている。
本番組と同時期に始まった『アニメサタデー630』（第1部〈6:30 - 7:00〉：毎日放送制作、第2部〈7:00 - 7:30〉：TBS制作）廃枠に伴う、土曜早朝の編成のリニューアルのため、2019年6月29日で終了した。後番組は『まるっと!サタデー』（5:30 - 7:00、6:45 - 6:59に『JNNニュース』を内包）となる。

## 出演者
『サタデージャーナル』編集長（メインキャスター）
- 上田晋也（くりぃむしちゅー）

編集委員・アシスタントキャスター
- 古谷有美（TBSアナウンサー）

解説キャスター
- 龍崎孝（流通経済大学教授）

## スタッフ
- ナレーション：生野文治
- オープニングタイトルコール：バッキー木場
- ディレクター：長﨑友紀、桃井良人、佐治洋、本郷修一、輪違理恵
- プロデューサー：高橋務→亀井美希/内藤恵
- 制作協力：TBSスパークル（旧エフエフ東放）
- 制作：TBSテレビ情報制作局
- 製作著作：TBS

## ネット局
- 前番組『報道LIVE あさチャン!サタデー』と同様に、全編ローカルセールス枠のため、TBSテレビ以外の通常時同時ネット局でも、臨時非ネットに変更する場合がある一方、通常時非ネット局でも不定期で臨時同時ネットで放送する場合があった。

| 放送対象地域  | 放送局                    | 系列    | 放送時間（JST）  | ネット状況 |
| ------------- | ------------------------- | ------- | ---------------- | ---------- |
| 関東広域圏    | TBSテレビ（TBS）          | TBS系列 | 土曜 5:30 - 6:15 | 制作局     |
| 北海道        | 北海道放送（HBC）         | TBS系列 | 土曜 5:30 - 6:15 | 同時ネット |
| 青森県        | 青森テレビ（ATV）         | TBS系列 | 土曜 5:30 - 6:15 | 同時ネット |
| 宮城県        | 東北放送（TBC）           | TBS系列 | 土曜 5:30 - 6:15 | 同時ネット |
| 長野県        | 信越放送（SBC）           | TBS系列 | 土曜 5:30 - 6:15 | 同時ネット |
| 富山県        | チューリップテレビ（TUT） | TBS系列 | 土曜 5:30 - 6:15 | 同時ネット |
| 中京広域圏    | CBCテレビ（CBC）          | TBS系列 | 土曜 5:30 - 6:15 | 同時ネット |
| 近畿広域圏    | 毎日放送（MBS）           | TBS系列 | 土曜 5:30 - 6:15 | 同時ネット |
| 鳥取県 島根県 | 山陰放送（BSS）           | TBS系列 | 土曜 5:30 - 6:15 | 同時ネット |
| 岡山県 香川県 | RSK山陽放送（RSK）        | TBS系列 | 土曜 5:30 - 6:15 | 同時ネット |
| 山口県        | テレビ山口（tys）         | TBS系列 | 土曜 5:30 - 6:15 | 同時ネット |
| 愛媛県        | あいテレビ（itv）         | TBS系列 | 土曜 5:30 - 6:15 | 同時ネット |
| 福岡県        | RKB毎日放送（rkb）        | TBS系列 | 土曜 5:30 - 6:15 | 同時ネット |
| 熊本県        | 熊本放送（RKK）           | TBS系列 | 土曜 5:30 - 6:15 | 同時ネット |
| 大分県        | 大分放送（OBS）           | TBS系列 | 土曜 5:30 - 6:15 | 同時ネット |
| 鹿児島県      | 南日本放送（MBC）         | TBS系列 | 土曜 5:30 - 6:15 | 同時ネット |

### 過去のネット局
- 中国放送（RCC、2018年3月31日をもって打ち切り。ただし、7月7日に『2018 FIFAワールドカップ 準々決勝 ブラジル対ベルギー』中継の延長対応のため同日のみ臨時ネット。）
- テレビ高知（KUTV、同上）